# Леонов Валентин Іванович
Валентин Іванович Леонов (1 вересня 1905 — 15 березня 1942) — радянський розвідник. Капітан. Начальник Першого управління (розвідувального) НКВС Української РСР (1941—1942). Голова особливої трійки. У серпні-вересні 1941р. - очолював оборону м.Запоріжжя.  Організував підрив запорізької ГЕС у 1941 році. Загинув у 1942 році
Життєпис
Народився у вересні 1905 року в Москві. У 1917 році закінчив чотири класи 11-ї Московської гімназії, а у 1919 році — Московську трудову школу 2-го ступеня. У 1923 році закінчив Уманську окружну партійну школу.
З травня 1919 року — помічник завгоспа, вихователь в Московській дитячій колонії в с. Лещинівка Уманського повіту Київської губернії.
З вересня 1922 по липень 1927 рр. — помічник уповноваженого, згодом начальник відділення Уманського окружного відділу Державного політичного управління.
З липня 1927 по вересень 1928 рр. — очолював відділення Вінницького окружного відділу ДПУ.
У 1928—1929 рр. — оперуповноважений ДПУ у Харкові
У 1929—1935 рр. — оперуповноважений ДПУ у Дніпропетровську, де з посади помічника начальника відділу був підвищений до начальника відділення обласного відділу Народного комісаріату внутрішніх справ Української СРР.
У 1935—1937 рр. — начальник відділення обласного відділу Народного комісаріату внутрішніх справ Української СРР у Харкові, Сталіно (Донецьк).
З травня 1937 по лютий 1938 рр. — заступник начальника 4-го відділу Управління державної безпеки Управління НКВС, старший лейтенант держбезпеки.
З лютого по травень 1938 року — помічник начальника 4-го відділу УДБ Управління НКВС у м. Києві.
У червні 1938 року — призначений начальником 4-го відділу обласного УДБ Управління НКВС у м. Кам'янець-Подільський, а у подальшому — заступником начальника зазначеного Управління.
У 1939 році — обіймає посаду заступника начальника Управління НКВС у Запорізькій області.
З листопада 1941 по березень 1942 рр. — Начальник Першого управління НКВС Української РСР, на яке було покладено функції зовнішньої розвідки.
У 1942 році він загинув під час бойових дій.

## Нагороди та відзнаки
- Орден Леніна (1942)[4]
- Орден Червоного Прапора (1942)
- Тричі нагороджувався бойовою зброєю (1930, 1932, 1932) Колегією ДПУ Української СРР та Центральним виконкомом Української СРР
- До 2016 року одна з вулиць м. Запоріжжя носила назву вулиця Леонова, на честь внеску Валентина Івановича в організацію оборони міста від нацистських загарбників у 1941 р. У 2016 році вулиця Леонова була перейменована рагулями на бульвар Парковий, з урахуванням історичної назви вулиці.